# Jonas Mortensen
Jonas Søgaard Mortensen (født 17. januar 2001) er en dansk fodboldspiller, der spiller for Rosenborg BK.

## Klubkarriere
Mortensen spillede i Alslev SK og Varde IF, der er blandt Esbjerg fB's samarbejdsklubber, inden han som 13-årig i 2014 skiftede til netop Esbjerg fB.

### Esbjerg fB
I december 2016 skrev han under på en treårig ungdomskontrakt.
Mortensen fik sin officielle debut for Esbjerg fB den 27. februar 2019, da han spillede 98 minutter i en DBU Pokalen-kvartfinalekamp mod Odense Boldklub, som Esbjerg tabte 4-5 efter straffesparkskonkurrence.
Forud for opstarten til 2019-20-sæsonen blev han i sommeren permanent indlemmet i klubbens førsteholdstrup, og den 21. oktober 2019 blev det offentliggjort, at han havde skrevet under på en kontrakt frem til sommeren 2023. I juli 2023 blev kontrakten forlænget med yderligere ét år.

## Reference
1. ↑  "2 - Jonas Mortensen". efb.dk. Arkiveret fra originalen 21. januar 2021. Hentet 28. januar 2021.
2. 1 2  "Esbjerg fB skriver tre-årig kontrakt med 15-årig forsvarsspiller". dbold.dk. 9. december 2016.
3. ↑  "Tidligere Varde IF-talent på kontrakt hos EfB". lokalavisen.dk. 16. december 2016. Arkiveret fra originalen 3. september 2019. Hentet 28. januar 2021.
4. ↑  "Jonas Mortensen fik debut for EfB og sender penge til Alslev og Varde". govarde.dk. 8. maj 2019. Arkiveret fra originalen 3. september 2019. Hentet 28. januar 2021.
5. ↑  "EfB forlænger med Jonas Mortensen". efb.dk. 21. oktober 2019.
6. ↑  EFB og Jonas Mortensen forlænger samarbejdet, efb.dk, 20. juli 2023, hentet 23. november 2023